# Norman Symonds
Norman Alec Symonds (Nelson, 23 december 1920 – Toronto, 21 augustus 1998) was een Canadese jazzmuzikant (saxofoon, klarinet), -componist en orkestleider. Hij wordt beschouwd als een van de belangrijkste Canadese vertegenwoordigers van de third stream.

## Biografie
Symonds begon als tiener klarinet te spelen en was lid van een dixieland-band onder leiding van Bucky Adams tijdens zijn dienst bij de Royal Canadian Navy van 1938-1945 in Halifax (Nova Scotia). Van 1945 tot 1948 studeerde hij klarinet, piano, muziektheorie en harmonie aan het conservatorium van Toronto en volgde daarna privé compositielessen bij Gordon Delamont. Tot 1966 was hij lid van de band van Benny Louis, daarnaast werkte hij als klarinettist, saxofonist en arrangeur in de bands van Leo Romanelli en Bobby Gimby. Daarnaast regisseerde hij van 1953 tot 1957 zijn eigen jazzband, waartoe in de loop van de tijd o.a. Ed Bickert, Ron Collier, Ross Culley, Bernie Piltch, Jack Richardson en Jerry Toth behoorden.
In 1957 ging zijn Concerto Grosso in première en werd het op plaat opgenomen door Ron Collier's Quartet en het CBC Symphony Orchestra onder leiding van Victor Feldbrill. Collier speelde het stuk ook met het Tri-City Symphony Orchestra in Davenport (Iowa) en in 1966 met het Toronto Symphony Orchestra. Andere third stream composities waren o.a. Autumn Nocturne (première in 1960 met het CBC String Orchestra en Rick Wilkins, saxofoon), The Nameless Hour (première in 1966 met het Toronto Symphony Orchestra en Fred Stone, bugel, later ook in een pianoversie met Duke Ellington) en The Democratic Concerto, een werk in opdracht van het Winnipeg Symphony Orchestra. Na een reis van vijf maanden door Canada werd de dertiendelige CBC-radioserie Travelling Big Lonely gemaakt met Symonds als auteur en verteller, evenals composities die zijn indrukken van het landschap en de natuur van Canada weerspiegelden, zoals Big Lonely (1975), The Story of a Wind, The Land, Four Images of Nature, Forest and Sky en From the Eye of the Wind. Symonds componeerde ook hoorspelen en toneelmuziek, verschillende opera's en toneelmuziek voor jongeren, zoals Laura and the Lieutenant (1974) en Sam (1976).

## Overlijden
Norman Symonds overleed in augustus 1998 op 77-jarige leeftijd.

## Discografie
- 1952: Fugue for Reeds and Brass
- 1955: Concerto for Jazz Octet
- 1956: Concerto for Jazz Octet
- 1956: Hambourg Suite voor jazzensemble
- 1957: Fugue for Shearing voor piano en jazzensemble
- 1957: Concerto Grosso voor jazzkwintet en orkest
- 1959: A Six Movement Suite for Ten Jazz Musicians plus Four Songs and Incidental Music
- 1959: Age of Anxiety, hoorspelmuziek voor jazztentet
- 1960: Autumn Nocturne voor saxofoon en strijkorkest
- 1962: Opera for Six Voices, radio-opera voor zes stemmen, jazzband en strijkorkest
- 1963: Pastel Blue voor strijkorkest
- 1965: Fair Wind voor jazzensemble
- 1966: The Nameless Hour voor improviserend soloinstrument en strijkorkest
- 1966: Tensions, ballet voor jazzkwintet en orkest
- 1967: Democratic Concerto voor jazzkwartet en orkest
- 1969: Impulse voor orkest
- 1970: The Story of a Wind (Concerto for TV) voor verteller en jazzensemble
- 1970: Man, Inc., multimediaal toneelwerk voor jazzorkest, drie stemmen, percussie, dansers en acteurs
- 1971: Three Atmospheres voor orkest
- 1972: 'Charnisay Versus LaTour' (or The Spirit of Feny), opera
- 1972: A Diversion voor blaaskwintet
- 1972: Deep Groen, Long Waters voor midden- of diepe stem, fluit en piano
- 1973: The Land (Concerto for TV) voor verteller, stem en jazzensemble
- 1974: Laura and the Lieutenant, muzikaal spel voor kinderen
- 1975: The Canterville Ghost (volgens Oscar Wilde) voor verteller en instrumentaal ensemble
- 1975: Big Lonely voor orkest
- 1975: Bluebeard Lives voor strijkkwintet en geluidsband
- 1976: Four Images of Nature voor koor, bas en percussie
- 1977: Quintet for Clarinet and Synthesizers
- 1977: Forest and Sky voor orkest
- 1977: Lady of the Night, opera
- 1979: Episode At Big Quill, radiotheater voor jeugdkoor en acteurs, percussie en verteller
- 1979: At the Shore: A Sea Image voor koor en percussie
- 1979: Harvest kooral voor koor
- 1979: Lullaby voor koor
- 1979: Pity the Children voor koor
- 1980: The Gift of Thanksgiving voor orkest
- 1980: Spaces I 'The River'  voor strijkorkest
- 1982: 'Sylvia': An Adult Fairy Tale voor jazzkwartet en jazzsolisten
- 1982: The Fall of the Leaf, oratorisch muziekdrama voor acteurs-zanger, koor en jazzkwartet
- 1982: Elegance voor percussie
- 1983: On An Emerald Sea voor orkest
- 1984: Salt Wind White Bird voor vier fluiten
- 1986: Lady Elegance voor middelste stem en piano
- 1987: The Eyes of Bidesuk voor accordeon en jazzorkest
- 1988: From The Eye of the Wind voor orkest
- 1990: Sylvia, Musiktheater voor zes zangers-acteurs en jazzkwartet

- Bibliothèque nationale de France: cb14798042n (data)
- Gemeinsame Normdatei: 141945699
- International Standard Name Identifier: 0000 0000 8182 8184
- Library of Congress Control Number: n88644104
- MusicBrainz: 142bfb57-e38d-40e2-a28e-be09b3d0f663
- SNAC: w6z057dp
- Virtual International Authority File: 114551489
- WorldCat: E39PBJjXmYgxFTd9BC7MdTVpyd